# جيني س. رايلي
جيني س. رايلي (بالإنجليزية: Jeannie C. Riley)‏ هي كاتبة غنائية وموسيقية ومغنية أمريكية، ولدت في 19 أكتوبر 1945 في ستامفورد في الولايات المتحدة.

## وصلات خارجية
- جيني س. رايلي على موقع IMDb (الإنجليزية)
- جيني س. رايلي على موقع ميوزك برينز (الإنجليزية)
- جيني س. رايلي على موقع إن إن دي بي (الإنجليزية)
- جيني س. رايلي على موقع أول ميوزيك (الإنجليزية)
- جيني س. رايلي على موقع ديسكوغز (الإنجليزية)
- جيني س. رايلي على موقع قاعدة بيانات الفيلم (الإنجليزية)